# M56 (amas globulaire)
Pour les articles homonymes, voir M56.
M56 (NGC 6779) est un amas globulaire situé dans la constellation de la Lyre à environ 30 660 a.l. (9,4 kpc) du Soleil et à 30 010 a.l. (9,2 kpc) du centre de la Voie lactée. 

## Histoire
L'astronome français Charles Messier a découvert cet amas globulaire et il l'a ajouté à son catalogue le 23 janvier 1779. Il l'a décrit comme une faible nébuleuse sans étoiles. Cette même nuit, il a découvert la comète de 1779 (C/1779 A1 (Bode)).
Caroline Herschel a aussi observé cet amas le 7 avril et le 4 mai 1783. William Herschel a observé l'amas le 5 janvier 1807. Il a été le premier à résoudre ses étoiles et il l'a décrit comme un « amas globulaire très compact ayant de très petites étoiles. L'amas est graduellement plus dense vers le centre ».  
Entre les années 1825 et 1829, John Herschel a observé M56 à six reprises. Lors de sa dernière observation, il le décrit comme « un amas finement compressé, rond, incliné vers la forme triangulaire, plus brillant vers le milieu, composé d'étoiles de magnitude 12 à 14. Un bel objet de diamètre de 3' ». Il l'a inscrit dans son catalogue sous la désignation GC 4485.
Par la suite, deux astronomes se sont intéressés à l'amas : William Henry Smyth en 1835 et William Huggins dans une publication de l'année 1866 dans laquelle il décrit son spectre. 
John Dreyer a observé l'amas et il l'a décrit comme « un amas brillant, large, irrégulièrement rond, graduellement très dense vers le centre, très bien résolu avec des étoiles de magnitude 11 à 14 ». Dreyer l'a inscrit dans son catalogue comme NGC 6779.
Une photographie de l'amas a été réalisée par Heber Doust Curtis et elle a été publiée en 1918 dans le livre « Descriptions of 762 Nebulae and Clusters Photographed with the Crossley Reflector ». Il l'a décrit comme un amas globulaire  condensé de 3' de diamètre.
Une publication parue en 2018 suggère que M56 serait l'un des amas globulaires nés de la fusion de la galaxie naine Gaïa-Encelade avec la Voie lactée. Une autre publication de 2019 supporte cette hypothèse.

## Observation
Cet amas n'est pas visible à l'œil nu, mais on peut l'observer avec des jumelles ou encore avec un petit télescope.
.
.

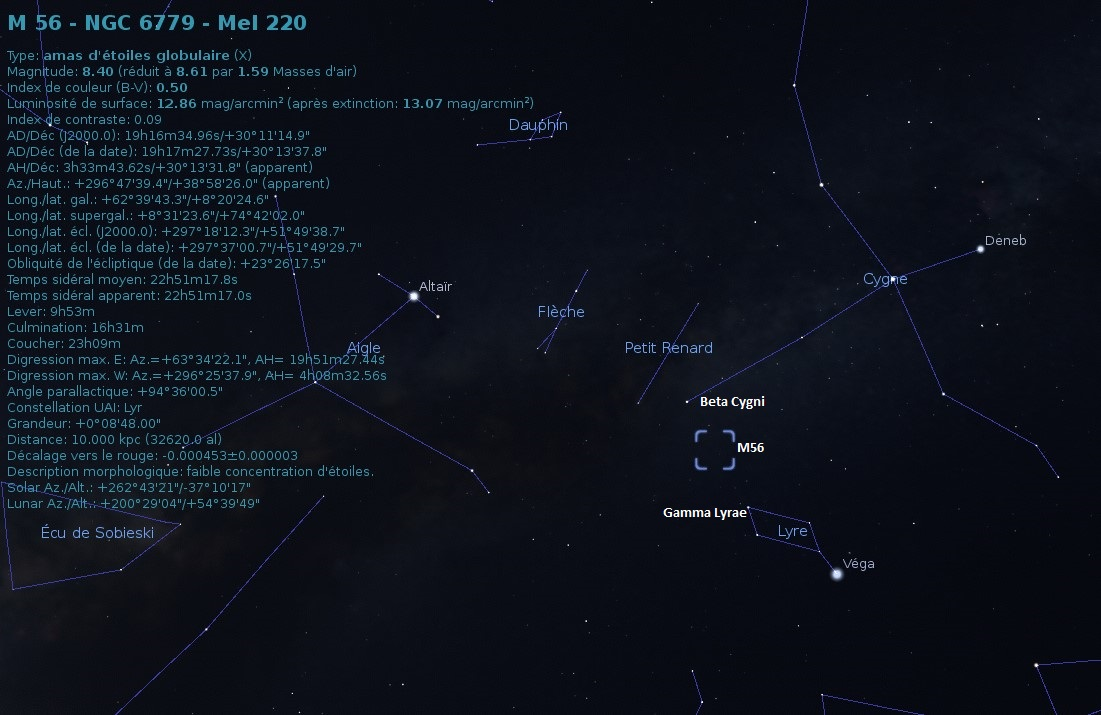
Localisation de Messier 56 dans la constellation de la Lyre et données du logiciel Stellarium.

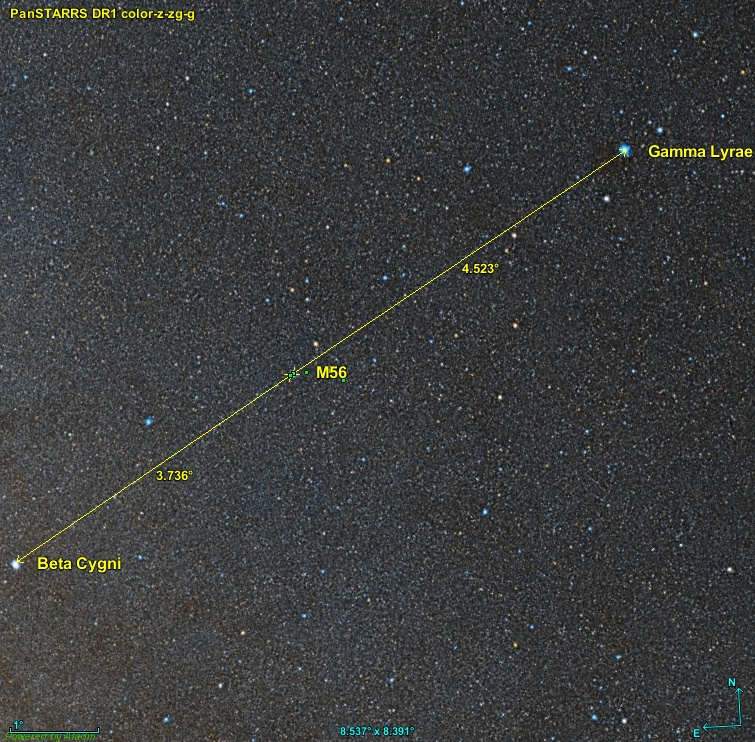
M56 en compagnie des étoiles Beta Cygni et Gamma Lyrae.

M56 est presque sur une ligne droite entre deux étoiles brillantes, à environ 3,7 degrés au nord-ouest de Beta Cygni et à environ 4,5 degrés au sud-est de Gamma Lyrae.   

## Caractéristiques

### Classe
La classe de concentration Shapley-Sawyer de NGC M56 est X,, ce qui signifie que l'amas est déconcentré vers le centre.

### Vitesse, distance et taille
Selon de récentes mesures effectuées par le satellite Gaia, la vitesse radiale héliocentrique de cet amas est égale à −136,97 ± 0,45 km/s,. La base de données Simbad indique aussi une autre valeur récente de la vitesse, soit −122,0 ± 0,5 km/s ainsi que −154,0 ± 5,0 km/s d'une publication de l'année 1953. William W. Harris indique une vitesse semblable, soit −135,6 ± 0,9 km/s.
La base de données Simbad indique une seule distance pour M56, soit environ 0,010 Mpc (∼32 600 al) et celle inscrite sur le site de l'Observatoire de Paris est de  32,9 kal. Ces distances sont semblables à celle donnée par Harris, mais légèrement plus grandes. 
Si on admet une distance d'environ 9,4 kpc et une taille de 8,8',, un calcul simple montre que sa taille réelle est d'environ 78 années-lumière. 

### Métallicité, masse et âge
La métallicité indiquée par Harris et Boyles est -1,98,, alors que Forbes indique une valeur très semblable, soit -2,00. Une métallicité de -2,0 signifie que la concentration en éléments lourds de M56 est égale à 1% (10-2,0) de celle du Soleil. Après le Big Bang, l'Univers étant surtout composé d'hydrogène et d'hélium, la métallicité était pratiquement nulle. L'univers s'est progressivement enrichi en métaux (éléments plus lourds que l'hélium) grâce à la synthèse de ceux-ci dans le cœur des étoiles. La métallicité des amas du halo de la Voie lactée varie d'un centième (1%) à un dixième (10%) de la métallicité solaire, ce qui signifie que ces amas se décomposent en deux sous-groupes, les relativement jeunes et les vieux . Selon sa métallicité, M56 serait donc un amas très pauvre en métaux et très âgé, environ 13,7 milliards d'années selon Forbes.

## Les étoiles de Messier 56

### Les étoiles variables
Sept étoiles variables ont été détectées dans M56, dont deux de type RR Lyrae, une de type RV Tauri, une de type BL Herculis, deux semi-régulières et une dernière étoile variable pulsante dont le type n'a pas été identifié.  

### Source de rayon X
Une possible source diffuse de rayon X a été détectée dans l'environnement de M56. La position de cette source suggère qu'elle provient du milieu interstellaire chauffé dans le sillage de l'amas par l'interaction entre celui-ci et le halo gazeux qui l'entoure.

## Galerie

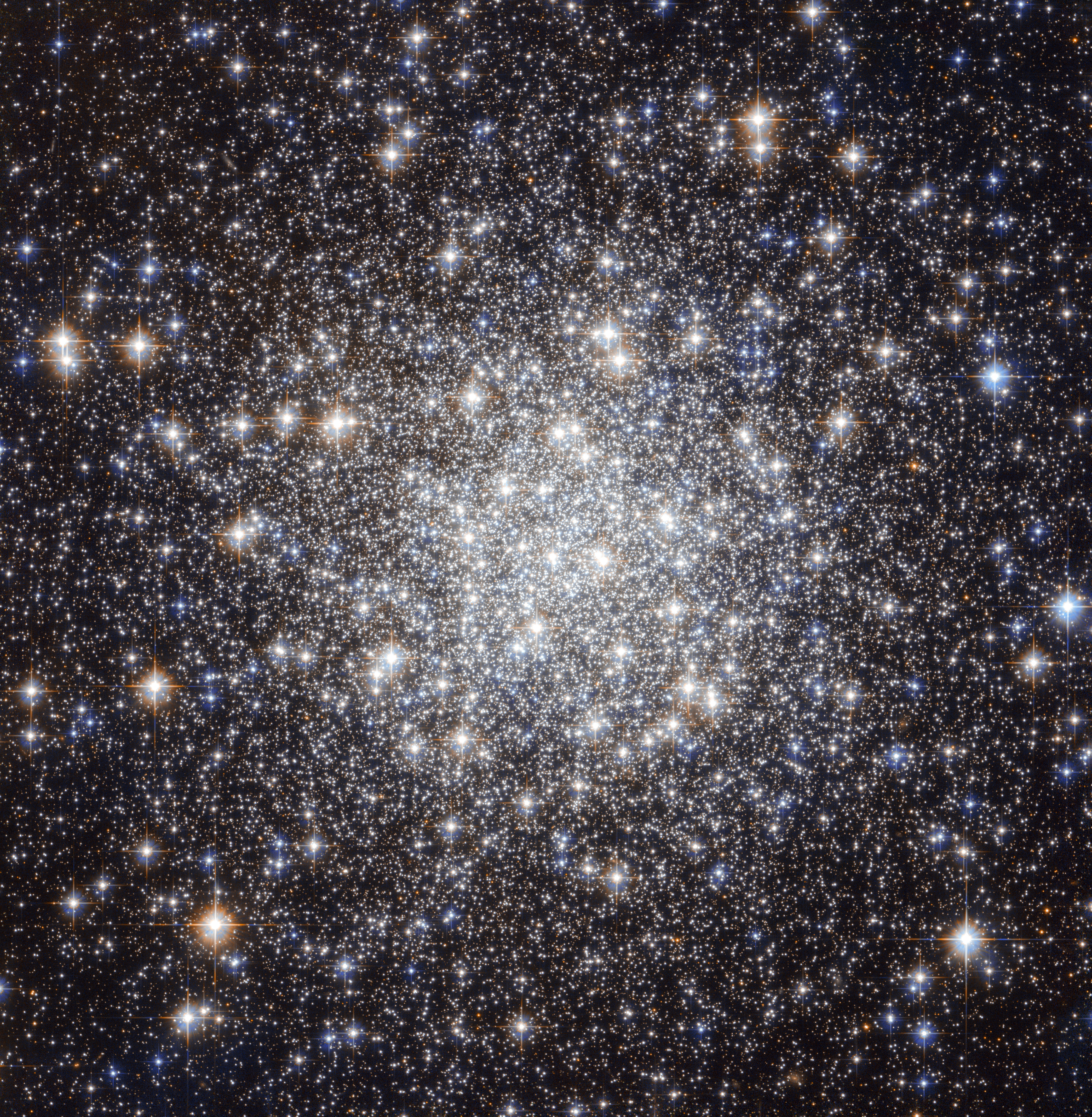
Autre image de M56 par le télescope spatial Hubble.
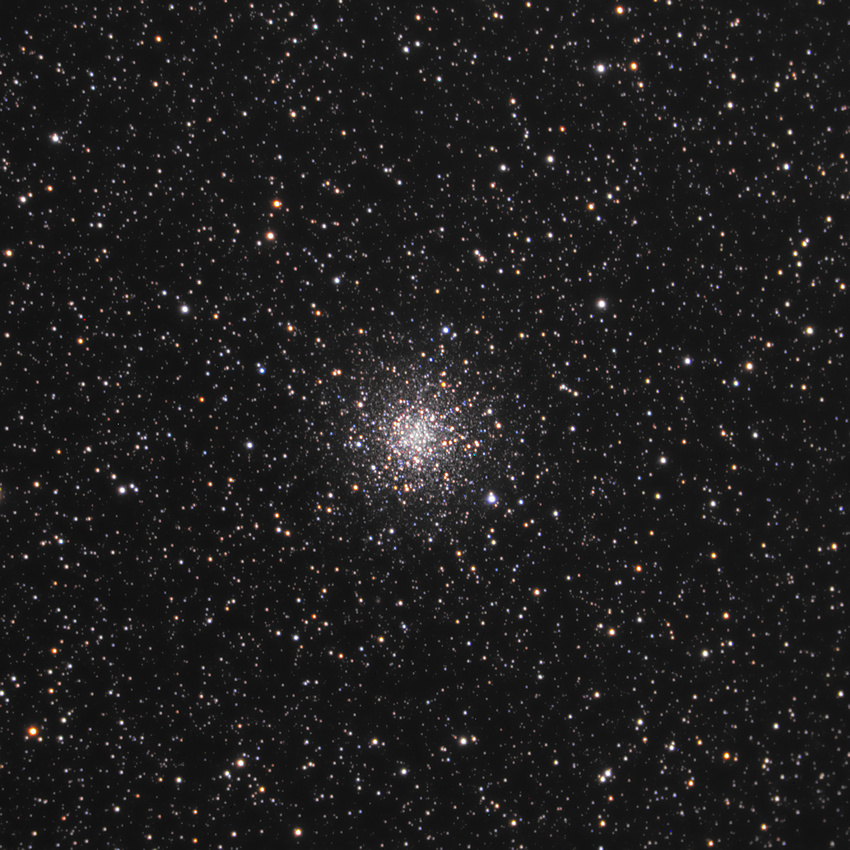
M56 en lumière visible.
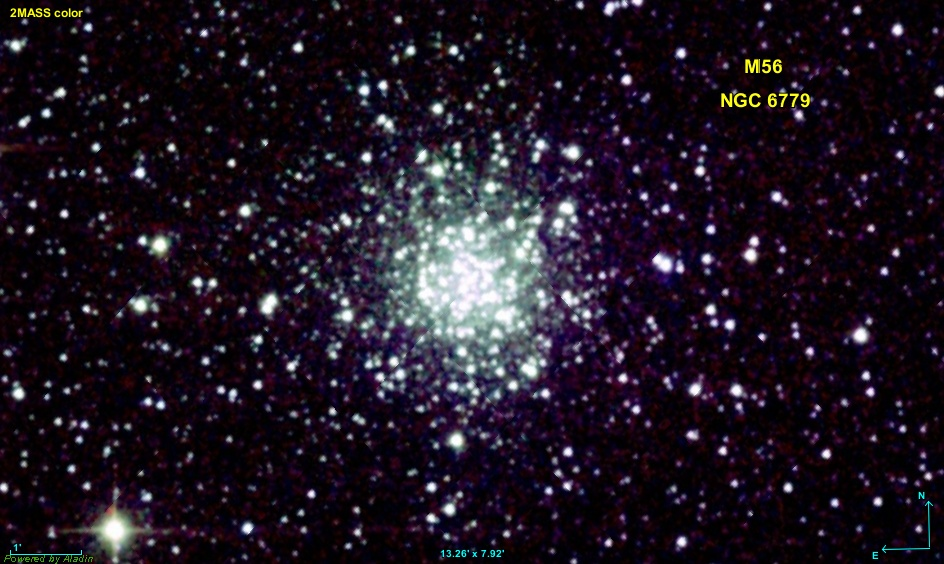
M56 en infrarouge par le relevé 2MASS.
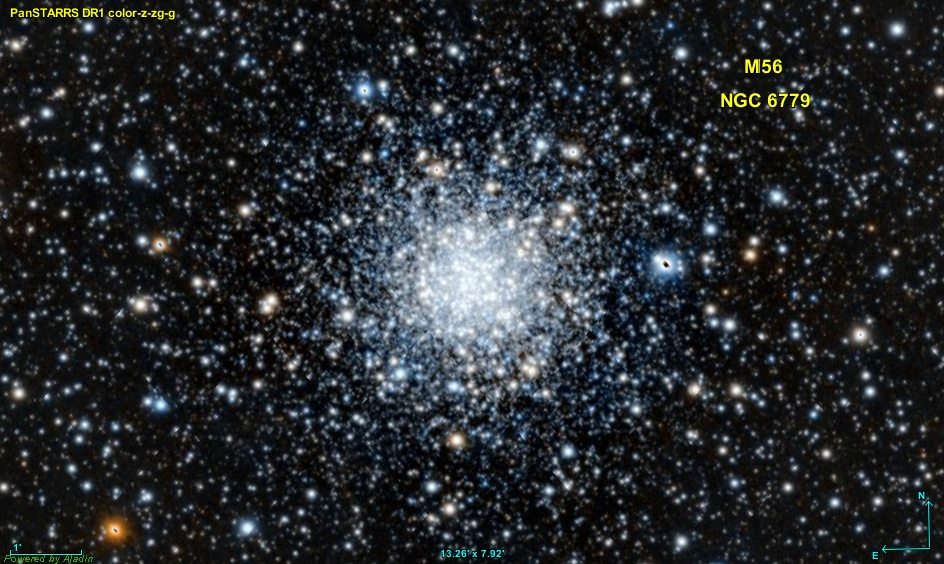
M56 en lumière visible par le relevé PanSTARRS.